# 8月22日
8月22日是阳历年的第234天（闰年是235天），离一年的结束还有131天。

## 大事记

### 17世纪以前
- 961年：“杯酒释兵权”事件中，宋太祖赵匡胤迫使高级将领交出兵权。
- 1485年：亨利七世的蘭卡斯特軍隊在博斯沃思原野戰役擊敗理查三世的約克部隊，玫瑰戰爭結束。

### 17世紀
- 1639年：不列颠东印度公司向毗奢耶那伽罗王朝在印度坦米尔纳德邦购买土地，是为今日清奈的前身。
- 1642年：英王查理一世在诺丁汉起兵，英國內戰爆發。
- 1645年：清军攻破江阴市，开始了被称为江阴八十一日的屠城。

### 18世紀
- 1717年：西班牙軍隊登陸意大利半島西南的薩丁島。
- 1788年：英国在非洲的塞拉利昂建立定居点，作为奴隶的庇护所。
- 1791年：法國在美洲的殖民地法屬聖多明哥爆發大規模黑人奴隸暴動，海地革命爆發。

### 19世紀
- 1846年：墨西哥第二联邦共和国（英语：Second Federal Republic of Mexico）成立。
- 1848年：美國併吞新墨西哥州。
- 1849年：澳門總督亞馬留在與副官到關閘附近打鳥，遭到沈志亮等人的襲擊，亞馬留的右肩和首級被斬去。
- 1861年：咸丰帝逝世，爱新觉罗载淳登基，以次年为同治元年。
- 1864年：在紅十字國際委員會創始人亨利·杜南倡導下，12個國家在瑞士簽署《日內瓦第一公約》。
- 1868年：扬州教案事件中，数千名群众围攻传教士戴德生的住所。
- 1870年：兩江總督馬新貽被刺。
- 1875年：日本與俄國簽訂《聖彼得堡條約》。
- 1898年：中国与德国签订《胶澳租地合同》。

### 20世紀
- 1902年：大清新疆阿圖什阿湖一帶發生MW 7.7的強烈地震，造成5,650人至10,000人死亡。
- 1910年：大韓帝國總理李完用與大日本帝國代表寺內正毅簽訂《日韓合併條約》，日本吞併韓國。
- 1915年：八百餘名參與西來庵事件的台灣人被日本政府判處死刑。
- 1920年：上海社会主义青年团在陈独秀与李大钊的号召下成立。
- 1922年：最早的肥皂剧出现在美国的广播中。
- 1922年：在愛爾蘭內戰期間，國民軍總司令麥可·柯林斯在經過家鄉科克郡途中遭遇伏擊而逝世。
- 1922年：《共产党宣言》中译本问世。
- 1926年：希腊独裁者塞奥多雷·潘加洛斯（英语：Theodoros Pangalos (general)）被推翻。[1]
- 1926年：於南非約翰尼斯堡首次發現金礦。
- 1937年：中国工农红军改编为国民革命军第八路军。
- 1937年：中共中央举行洛川会议。
- 1941年：第二次世界大戰：列寧格勒圍城戰爆發。
- 1942年：第二次世界大戰：巴西向軸心國宣戰。
- 1944年：第二次世界大戰：蘇聯侵佔羅馬尼亞。
- 1944年：臺灣全島進入戰場狀態，臺灣總督府連日召開警備、防空會議。[2]
- 1945年：苏联红军占领旅顺与大连。
- 1961年：伊達·西克曼為了逃往西柏林而從公寓大樓的窗戶跳下，成為首位死在柏林圍牆的人。
- 1967年：火烧英国代办处事件。
- 1968年：教宗保祿六世抵達哥倫比亞訪問，是史上第一個訪問拉丁美洲的教宗。
- 1972年：罗得西亚因实行种族歧视被逐出国际奥林匹克委员会。
- 1978年：香港佳藝電視停業，令「五台山」變成「四台山」。
- 1978年：桑地诺民族解放阵线占领了尼加拉瓜的国家宫。
- 1981年：遠東航空103號班機空難。
- 1988年：南非正式同安哥拉、古巴签订停火协议，结束了长达13年的安哥拉内战。
- 1989年：第一個海王星光环被發現。
- 1990年：第十一屆亞運會火炬在北京天安門廣場點燃，展開以「亞運之光」為主題的火炬傳遞活動。
- 1991年：蘇聯八一九事件：被軟禁的戈巴契夫釋放。
- 1999年：中華航空642號班機在香港國際機場降落時全機向右翻滾機腹朝天並且發生大火，造成3人罹難，210人受傷。

### 21世紀
- 2006年：普爾科沃航空612號班機空難。
- 2007年：以特洛伊木馬組成的風暴殭屍網路創下了在1天內發布5,700萬封遭感染之電子郵件的紀錄。
- 2008年：颱風鸚鵡襲港，香港天文台繼上一次於2003年的颱風杜鵑後，發出九號烈風或暴風風力增強信號。
- 2008年：中国女子乒乓球运动员张怡宁在奥运会上夺得乒乓球女单冠军。
- 2011年：利比亚全国过渡委员会成功攻下首都的黎波里，穆阿迈尔·卡扎菲政權倒台，利比亚共和国诞生。
- 2012年：俄羅斯加入世界貿易組織，成為第156個會員國[3]。
- 2013年：因政治斗争而下台的前重庆市委书记、中国共产党中央政治局委员薄熙来以受贿、贪污、滥用职权的罪名在济南中级人民法院开庭审理。
- 2017年：受熱帶氣旋天鴿外圍下沉氣流影響，香港天文台總部在下午2時錄得36.6度高溫，是自1885年有紀錄以來最高溫，天水圍濕地公園更錄得39度高溫。

## 出生
- 1606年：裕妃張氏，明熹宗妃嬪（1623年逝世）
- 1647年：丹尼斯·帕潘，法國发明家，压力锅前身的發明者（1712年逝世）
- 1760年：教宗良十二世，羅馬主教（1829年逝世）
- 1787年：所羅門·P·夏普，美國政治人物，曾任肯塔基州聯邦眾議員（1825年逝世）
- 1792年：龚自珍，清朝思想家、文学家（1841年逝世）
- 1834年：塞缪尔·兰利，美國航空先驱（1906年逝世）
- 1834年：保羅·庫默爾，德國牧師、真菌學家（1912年逝世）
- 1860年：保罗·高特列本·尼普科夫，德國發明家、技師（1940年逝世）
- 1862年：，法國作曲家（1918年逝世）
- 1874年：马克斯·舍勒，德國哲學家、社會學家，哲學人類學主要代表（1928年逝世）
- 1888年：杜月笙，上海青幫著名人物（1951年逝世）
- 1902年：莱尼·里芬斯塔尔，德國演員、導演兼電影製作人（2003年逝世）
- 1904年：鄧小平，中共前領導人，中國政治家，改革開放總設計師（1997年逝世）
- 1908年：亨利·卡蒂尔-布雷松，法國攝影家，被譽為20世紀最偉大的攝影家之一（2004年逝世）
- 1913年：亞瑟·M·賽克勒，美國精神科醫生、企業家、藝術品收藏家（1987年逝世）
- 1913年：布魯諾·龐蒂科夫，義大利粒子物理學家（1993年逝世）
- 1920年：雷·布萊伯利，美國科幻、奇幻、恐怖小說作家（2012年逝世）
- 1928年：卡尔海因茨·施托克豪森，德國作曲家、音樂理論家、音樂教育家。（2007年逝世）
- 1932年：杰拉德·卡尔，美國太空人（2020年逝世）
- 1932年：科林·坎特韋爾，美國概念藝術家、導演（2022年逝世）
- 1934年：諾曼·施瓦茨科夫，美國陸軍上校（2012年逝世）
- 1935年：安妮·普露，美國記者、作家，曾獲1994年普立茲小說獎
- 1939年：卡尔·雅泽姆斯基，美國職棒大聯盟球員、棒球名人堂成員
- 1940年：施光南，中國作曲家，《月光下的凤尾竹》作者（1990年逝世）
- 1941年：傅立新，英國籍香港公務員、牧師、工程師
- 1944年：三野文太，日本電視主持人（2025年逝世）
- 1945年：塔摩利，日本搞笑藝人、廣播電視節目主持人、演員、歌手、作詞人、實業家
- 1949年：高樂聖，美國外交官，前駐香港總領事、駐塞普勒斯大使
- 1950年：路易斯·利比，美國律師、前美國副總統辦公室主任
- 1952年：郝龍斌，中國國民党副主席、前任台北市長
- 1955年：曾亞英，馬來西亞國会议員（2013年逝世）
- 1955年：阿諾德·帕拉西奧斯，北馬里亞納群島政治人物，第10任北馬里亞納群島總督（2025年逝世）
- 1955年：劉家輝，香港藝人
- 1955年：陳榮峻，香港藝人
- 1955年：赤拉尼維，印度政治家、電影演員，曾獲南迪獎最佳演員獎、印度公民榮譽獎
- 1957年：鄉田穗積，日本男性聲優、演員
- 1957年：史蒂夫·戴维斯，英國職業司諾克選手
- 1959年：吳岱融，新加坡籍香港男演員
- 1963年：多莉·艾莫絲，美國歌手、鋼琴家、詞曲作者
- 1964年：马茨·维兰德，瑞典男子網球員
- 1965年：陳莉萍，新加坡女演員
- 1965年：撒迪厄斯·麥科特爾，美國政治人物，曾任密西根州聯邦眾議員
- 1966年：雅羅斯拉夫·莫斯卡利克，俄羅斯陸軍中將（2025年逝世）
- 1967年：岡田有希子，日本女藝人（1986年逝世）
- 1969年：周曉鷗，中國男歌手，樂團零點樂隊成員
- 1971年：李察·阿米塔吉，英國男演員
- 1973年：豪兒·多羅夫，美國歌手，音樂團體新好男孩成員
- 1973年：克莉丝汀·薇格，美國女演員
- 1975年：中村隼人，日本棒球選手
- 1976年：藍迪·沃爾夫，美國職棒大聯盟选手
- 1977年：菅野美穗，日本演員
- 1977年：布萊恩·詹森，美國企業家、投資人
- 1977年：希達·希古臣，冰島足球運動員
- 1977年：麥烝瑋，台灣男藝人
- 1978年：詹姆斯·柯登，英國男演員、喜劇演員、歌手、製片人、編劇、電視節目主持人
- 1979年：祝釩剛，台灣歌手
- 1979年：陳宇琛，香港演員
- 1979年：里安娜，日本歌手
- 1979年：浅野长英，中日混血演員
- 1979年：張海麗，印尼、荷兰华裔羽毛球運動員
- 1980年：樂基兒，香港女模特兒
- 1981年：吳長愷，台灣男藝人
- 1981年：白凱南，中國相聲演員
- 1981年：齋藤工，日本男演員
- 1981年：泰利·史高斯，巴西足球運動員
- 1983年：特奧·博斯，荷蘭場地單車男運動員，3度獲得世界單車場地錦標賽冠軍
- 1984年：塔蒂亞娜·古代爾佐，義大利女子自由車運動員
- 1986年：北川景子，日本女演員、模特兒
- 1987年：舞羽美海，日本女演員
- 1991年：高靖榕，台灣演員
- 1991年：曹寶兒，韓國女演員
- 1991年：鄭爽，中國女演員
- 1991年：费德里科·马凯达，義大利足球運動員
- 1993年：勞拉·達爾邁爾，德國女子冬季兩項運動員（2025年逝世）
- 1994年：林亭翰，台灣男歌手
- 1995年：杜娃·黎波，英國歌手、詞曲作者、模特
- 1996年：全昭珉，韓國混聲偶像團體KARD成員
- 1999年：达科塔·高尤，加拿大演員
- 2005年：姜睿序，韓國女子偶像團體Kep1er成員

## 逝世
- 408年：斯提里科，罗马将领及执政官（359年出生）
- 1155年：近衛天皇，日本第76代天皇（1139年出生）
- 1227年：丘处机，长春真人，金末元初全真教掌教（1148年出生）
- 1241年：教宗額我略九世，羅馬主教（1143年出生）
- 1350年：腓力六世，法蘭西國王（1293年出生）
- 1395年：汤和，明朝开国大将（1326年出生）
- 1485年：約翰·霍華德，英國貴族，第一代諾福克公爵（1425年出生）
- 1485年：理查三世，英格蘭國王（1452年出生）
- 1553年：約翰·達德利，英格蘭貴族、政客，第一代諾森伯蘭公爵（1504年出生）
- 1584年：揚·科哈諾夫斯基，波蘭詩人、劇作家（1530年出生）
- 1614年：織田信包，日本戰國時代至江戶時代武將、大名（1543年出生）
- 1806年：讓-奧諾雷·弗拉戈納爾，法國畫家（1732年出生）
- 1849年：亞馬留，澳門總督（1803年出生）
- 1861年：咸豐帝，清朝皇帝（1831年出生）
- 1870年：馬新貽，清朝兩江總督（1821年出生）
- 1903年：羅伯特·蓋斯科因-塞西爾，英國政治人物，曾任英國首相（1830年出生）
- 1922年：麥可·柯林斯，愛爾蘭革命領導人（1890年出生）
- 1937年：張樹楨，中华民国国民革命军将领（生年不詳）
- 1943年：島崎藤村，日本詩人、小說家（1872年出生）
- 1950年：格达·洛桑登真·扎巴他耶，藏传佛教白利寺第五世格达活佛（1902年出生）
- 1958年：羅傑·馬丁·杜·加爾，法国作家，1937年诺贝尔文学奖得主。（1881年出生）
- 1965年：艾伦·丘奇，美國女飛行員、護士，歷史上第一位女空中乘務員。（1904年出生）
- 1967年：杨明轩，中華民國及中華人民共和國政治人物、民主人士。（1891年出生）
- 1969年：施今墨，中医学家。（1881年出生）
- 1978年：喬莫·甘耶達，肯亞政治人物、獨裁者，首任肯亞總統。（1891年出生）
- 1989年：嘉樂庇，葡萄牙政治人物，第121任澳門總督（1910年出生）
- 1990年：鮑里斯·葉夫多基莫維奇·謝爾比納，蘇聯第五任秋明州黨委總書記、第二任石油和天然氣建設部部長、部長會議副主席（1919年出生）
- 1998年：劉詠堯，中華民國陸軍一級上將，前中華民國國防部副部長、代理部長兼全國人事部部長。（1907年出生）
- 2011年：梁漢威，香港演员（1944年出生）
- 2012年：單國璽[4]，司鐸級樞機主教、前天主教台灣地區主教團主席、前天主教高雄教區主教、前輔仁大學董事長（1923年出生）
- 2013年：藤圭子，日本演歌歌手（1951年出生）
- 2015年：英蒂丽，红色高棉高层人物之一（1932年出生）
- 2016年：塞拉潘·纳丹，新加坡政治人物，第6任新加坡總統（1924年出生）
- 2019年：李在德，中国朝鲜族东北抗日联军女战士（1918年出生）
- 2022年：大衛·道格拉斯-休姆，英国貴族，第十五代休姆伯爵（1943年出生）
- 2023年：托托·庫圖尼奧，義大利創作歌手、音樂家（1943年出生）

## 节假日和习俗
- 羅馬天主教：聖母元后節
- 俄羅斯：國旗日[5]
- 印度：马德拉斯日（英语：Madras Day）
- 秘魯：咖啡日